# مارکو فالاسکی
مارکو فالاسکی (انگلیسی: Marco Falaschi؛ زادهٔ ۱۸ سپتامبر ۱۹۸۷) بازیکن والیبال اهل ایتالیا است.
او در سال ۲۰۱۳ که ایتالیا به مدال برنز لیگ جهانی دست یافت در ترکیب تیم ملی ایتالیا حضور داشت.